# Lista do Patrimônio Mundial no Iraque
A Organização das Nações Unidas para a Educação, a Ciência e a Cultura (UNESCO) propôs um plano de proteção aos bens culturais do mundo, através do Comité sobre a Proteção do Património Mundial Cultural e Natural, aprovado em 1972. Esta é uma lista do Patrimônio Mundial existente no Iraque, especificamente classificada pela UNESCO e elaborada de acordo com dez principais critérios cujos pontos são julgados por especialistas na área. O Iraque, que ocupa um território marcado pelo florescer de uma das primeiras civilizações da Antiguidade - a Babilônia, ratificou a convenção em 5 de março de 1974, tornando seus locais históricos elegíveis para inclusão na lista.
O sítio Hatra foi o primeiro local do Iraque incluído na lista do Patrimônio Mundial da UNESCO por ocasião da 9ª Sessão do Comitè do Património Mundial, realizada em Istambul (Turquia) em 1985. Desde a mais recente adesão à lista, o Iraque totaliza 6 sítios classificados como Patrimônio da Humanidade, sendo 5 deles de classificação cultural e 1 de classificação mista. 

## Bens culturais e naturais
O Iraque conta atualmente com os seguintes lugares declarados como Patrimônio da Humanidade pela UNESCO:
| | Hatra |
| Bem cultural inscrito em 1985, em perigo desde 2015. |       |
| Localização: Ninawa |       |
| Uma grande cidade fortificada na área de influência do Império Parto e capital do primeiro reino árabe, Hatra resistiu duas vezes ao ataque dos romanos, nos anos 116 e 198, graças ao seu muro fornecido com torres. Os vestígios da cidade, e mais especificamente os de seus templos da arquitetura greco-romana com ornamentações orientais, testemunham a grandeza da civilização que a construiu. (UNESCO/BPI) |       |

| | Assur |
| Bem cultural inscrito em 2003, em perigo desde 2003. |       |
| Localização: Saladino |       |
| Localizada no norte da Mesopotâmia, às margens do Tigre, a antiga cidade de Assur está localizada em uma área geoecológica peculiar, onde a agricultura irrigada faz fronteira com a agricultura. Assur, que foi fundada três mil anos antes da era cristã, foi nomeada em homenagem ao seu deus protetor e foi a capital religiosa dos assírios. Entre os séculos XIX e IX a.C. C., esta cidade-estado foi a primeira capital do Império Assírio e um importante centro internacional de intercâmbios comerciais. Após sua destruição nas mãos dos babilônios, renasceu de suas cinzas em tempos do Império Parto (primeiro e segundo séculos d.C.). (UNESCO/BPI) |       |

| | Cidade Arqueológica de Samarra |
| Bem cultural inscrito em 2007, em perigo desde 2007. |                                |
| Localização: Saladino |                                |
| Localizada a 130 km ao norte de Bagdá, às margens do Tigre, esta cidade era a capital das províncias do Império Abasid, que dominou por mais de um século o vasto território entre os confins da Tunísia e da Ásia Central. Espalhada ao longo de um eixo norte-sul, com um comprimento de 41,5 km e uma largura que varia entre 4 e 8 km, a cidade tem vestígios que testemunham as importantes inovações arquitetônicas e artísticas feitas nele, que mais tarde se espalhariam para outras regiões do mundo islâmico e além. Um de seus monumentos mais marcantes é a Grande Mesquita do século IX, que tem um minarete espiral. 80% do sítio arqueológico ainda não foi escavado. (UNESCO/BPI) |                                |

| | Cidadela de Arbil |
| Bem cultural inscrito em 2014. |                   |
| Localização: Curdistão |                   |
| É um assentamento fortificado construído em cima de uma imponente conta ovoidal, ou seja, um monte criado pelas gerações que se seguiram no local e o reconstruíram no mesmo lugar. Os muros ininterruptos de fachadas e habitações do século XIX continuam a dar a impressão visual de uma fortaleza inexpugnável com vista para a cidade de Arbil, localizada na região autônoma do Curdistão (Iraque). O layout peculiar de suas ruas, na forma de um ventilador, data da fase otomana tardia de Arbil. Fontes escritas e iconográficas documentam uma ocupação do antigo local: Arbil corresponde à antiga Arbela, um importante centro político e religioso assírio. Além disso, as descobertas e escavações arqueológicas realizadas sugerem que a colina esconde estratos e vestígios ainda mais antigos. (UNESCO/BPI) |                   |

| | Ahwar do Sul do Iraque: Refúgio de biodiversidade e paisagem arqueológica das cidades mesopotâmeas |
| Bem misto inscrito em 2016. | |
| Localização: Mesera / Mutana | |
| Este local compreende três áreas de restos arqueológicos e quatro áreas de áreas úmidas, todas localizadas no sul do Iraque. O "tell" de Eridu e as ruínas das cidades de Uruk e suas fazem parte dos vestígios arqueológicos dos assentamentos sumérios na Baixa Mesopotâmia, que floresceu entre o terceiro e quarto milênios a.C.C. no delta pantanoso formado pelos rios Eufrates e Tigre. Por sua vez, as regiões pantanosas do pantanal ("ahwar") desta região do sul do Iraque são únicas em sua espécie porque devem sua formação a um dos maiores deltas do interior do mundo e porque estão localizadas em um ambiente natural extremamente árido e quente. (UNESCO/BPI) | |

| | Babilónia |
| Bem cultural inscrito em 2019, em perigo desde 2019. |           |
| Localização: Bagdá |           |
| Situada 85 km ao sul de Bagdá, a propriedade inclui as ruínas da cidade que, entre 626 e 539 a.C., era a capital do Império Neo-Babilônico. Inclui aldeias e áreas agrícolas ao redor da cidade antiga. Seus restos mortais, muros externos e internos da cidade, portões, palácios e templos, são um testemunho único de um dos impérios mais influentes do mundo antigo. Sede de sucessivos impérios, sob governantes como Hammurabi e Nabucodonosor, a Babilônia representa a expressão da criatividade do Império Neo-Babilônico em seu auge. A associação da cidade com uma das sete maravilhas do mundo antigo — os Jardins Suspensos — também inspirou a cultura artística, popular e religiosa em escala global. (UNESCO/BPI) |           |

## Lista Indicativa
Em adição aos sítios inscritos na Lista do Patrimônio Mundial, os Estados-membros podem manter uma lista de sítios que pretendam nomear para a Lista de Patrimônio Mundial, sendo somente aceitas as candidaturas de locais que já constarem desta lista. Desde 2014, o Iraque possui 10 locais na sua Lista Indicativa.
| Sítio                              | Imagem | Localização | Ano  | Dados UNESCO                      | Descrição |
| ---------------------------------- | ------ | ----------- | ---- | --------------------------------- | --- |
| Ninrude                            |        | Nínive      | 2000 | Cultural: (i)(ii)(iii)            | Ninrude foi fundada durante o século XIII a.C. Considerada a segunda capital do Império Assírio e conhecida como kalhu ou kalah, floresceu durante o reinado de Assurnasirpal II. Possui circunferência de aproximadamente 8 quilômetros e é cercada por um enorme muro defensivo cobrindo uma área de 13 km². |
| Cidade Antiga de Nínive            |        | Nínive      | 2000 | Cultural: (i)(ii)(iii)(iv)(v)(vi) | Nínive foi um dos centros culturais mais importantes do mundo antigo, tendo um papel de destaque no desenvolvimento da civilização humana como um centro metropolitano de cultura e conhecimento. Foi estabelecida como capital dos assírios em cerca de 700 a.C. por Senaqueribe e mantida por seus sucessores até sua destruição em 612 a.C. |
| Fortaleza de Al-Ukhadir            |        | Carbala     | 2000 | Cultural: (i)(ii)                 | Al-Ukhadir é um grande complexo fortificado defensivo situado numa rota comercial que liga o Iraque ao restante do Oriente Médio. Ao longo desta rota, várias construções serviam viajantes e caravanas rumo às principais cidades dos assírios. |
| Wasit                              |        | Uacite      | 2000 | Cultural: (i)(ii)(iv)             | Wasit é uma cidade islâmica construída em meados do século VII por Alhajaje ibne Iúçufe, como um centro administrativo para o Iraque. Foi abandonada no décimo século da Hégira após uma seca no leito do rio Tigre e suas ruínas são bem preservadas devido à distância das atividades urbanas do país. |
| Sítio de Thilkifl                  |        | Babil       | 2010 | Cultural: (i)(ii)(iii)(iv)(v)(vi) | A propriedade indicada é composta pelo santuário creditado como a tumba do profeta israelense Ezequiel - local sagrado para judeus e islâmicos -, mercados patrimoniais datados do período otomano e prédios governamentais dos séculos XII e XIII d.C. |
| Cemitério Wadi-us-Salaam em Najafe |        | Najafe      | 2011 | Cultural: (iii)(v)(vi)            | O Wadi-us-Salaam é um dos maiores cemitérios do mundo e abriga os restos mortais de milhões de muçulmanos bem como as tumbas do primeiro fiel islâmico, Ali Ibn Abi Talib, e dos profetas Salé e Hude. A necrópole está situada no centro da cidade de Najafe e abrange uma área de 917 hectares - o equivalente a 13% da área urbana. |
| Amedi                              |        | Dahuk       | 2011 | Misto: (i)(ii)(iii)(vii)(viii)    | A propriedade indicada consiste numa cidade localizada a 70 km ao norte da cidade de Duhok. Amedi é uma das cidades mais antigas do mundo e uma das cidades históricas mais importantes do norte do Iraque. O registro escrito mais antigo pertence ao século IX a.C. durante o Império Assírio. A localização estratégica da cidade foi palco de embates entre medos, persas e assírios. Os medos foram os primeiros a ocupar o local como capital de seu reino, seguidos pelos assírios em 855-824 a.C. e por partas e muçulmanos. |
| Nipur                              |        | Cadésia     | 2017 | Cultural: (iii)(vi)               | Localizada na região do Médio Eufrates do Iraque, na província de Al-Qadisiyah, o sítio de Nipur (Nuffar) engloba um conjunto de montes arqueológicos (teis) - o maior deles com 25 metros de altura - e ruínas de um leito seco (Shatt al -Nada). Nipur desempenhou um papel importante no desenvolvimento da primeira civilização do mundo, sendo sede do culto a Enlil no terceiro e segundo milênio a.C. |